# HandBrake
HandBrake es un programa libre y de código abierto para la transcodificación multihilo de archivos de audio y video, para macOS, GNU/Linux y Windows. Fue desarrollada originalmente por Eric Petit en el 2003 para ripear una película de un DVD a un dispositivo de almacenamiento de datos de forma más sencilla. Desde entonces, el programa ha experimentado muchos cambios y revisiones.
HandBrake utiliza bibliotecas de terceros, como FFmpeg y FAAC. Estos compontentes pueden no estar bajo los mismos términos de licenciamiento de HandBrake.